# Gillet Vertigo
La Gillet Vertigo Streiff è un modello di automobile biposto destinata alla competizione prodotta dalla casa belga Gillet a partire dal 1991.

## Storia del progetto
La Vertigo è nata da un progetto di Tony Gillet, un ex pilota di Formula 1. Ha partecipato alle stagioni del 2005 e del 2006 del FIA GT Car in categoria G2 e GT2.

## Caratteristiche tecniche
Il guidatore è in una posizione tale da star seduto (virtualmente) sul parafango posteriore. In origine era disponibile con una motorizzazione 4 cilindri Ford Cosworth, in seguito si è aggiunto l'Alfa Romeo V6 Busso da 3179 cm³ da 250 CV (184 kW), lo stesso montato sulle 147 GTA e 156 GTA. Dal 2011 monta un'unità termica V8 Maserati, il cambio a discrezionalità dell'acquirente può essere manuale o sequenziale Quaife di derivazione sportiva a sei marce.
Questa vettura ha battuto il record mondiale di accelerazione da 0 a 100 km/h nel 1990 in 3,85 secondi e nel 1994 in 3,266 secondi.
Nel 2018 la Vertigo opportunamente modificata ha preso parte alla Pikes Peak affidata all'esperta pilota Vanina Ickx.